# إنريكي فرناندو
إنريكي فرناندو هو قاضي فلبيني، ولد في 25 يوليو 1915 في Malate, Manila ‏ في الفلبين، وتوفي في 13 أكتوبر 2004 في مانيلا في الفلبين.